# Estación Campo da Pólvora
La Estación Campo da Pólvora es una de las estaciones del Metro de Salvador, situada en Salvador en el barrio de Nazaré en la Plaza de mismo nombre, próxima a Arena Fonte Nova (a unos cinco minutos a pie) y al Fórum Ruy Barbosa. Es una de las estaciones que integran la Línea 1 del sistema. 
Fue inaugurada el 11 de junio de 2014, junto con otras 3 estaciones de la línea.